# Incursione di pista

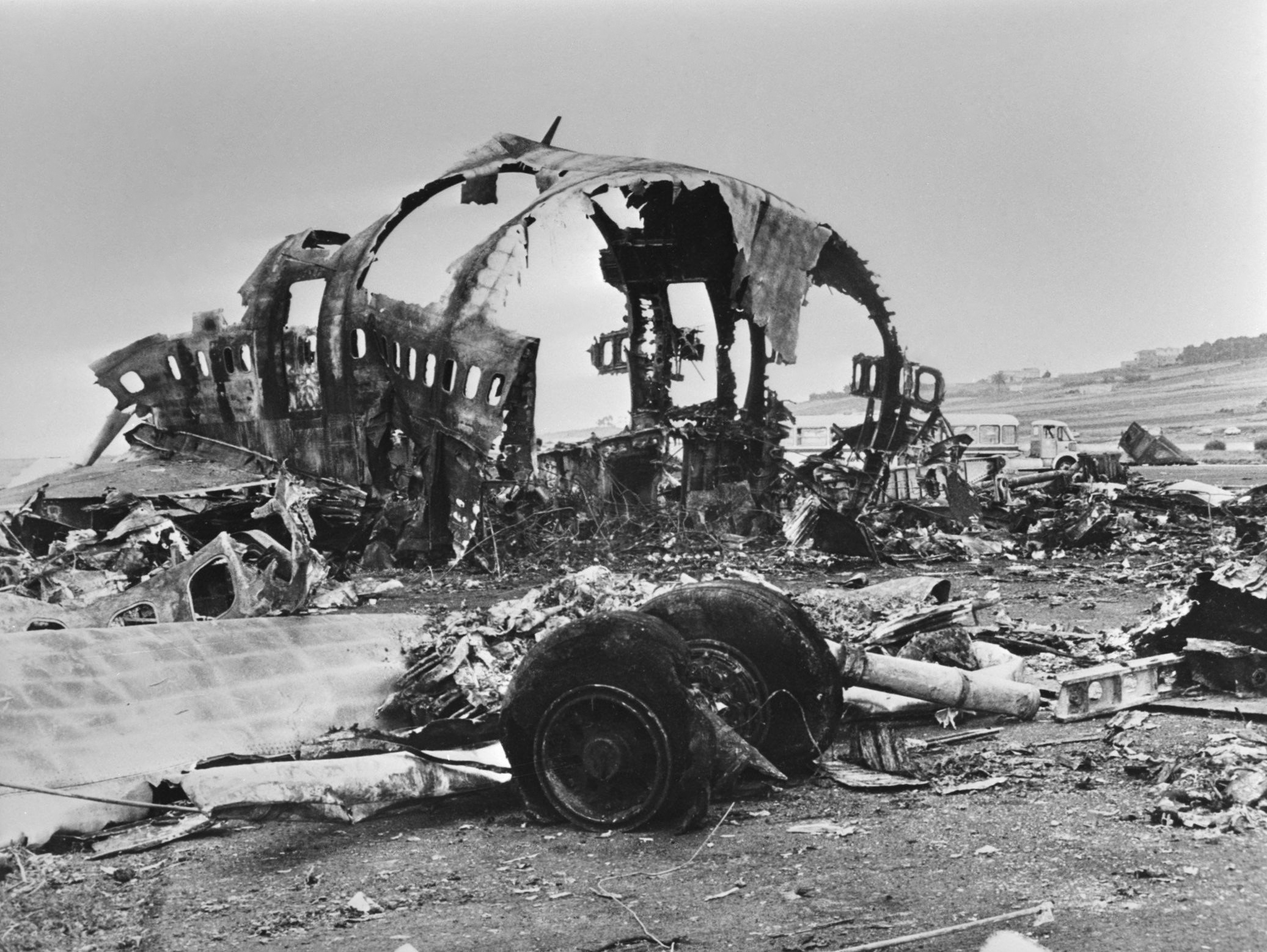
Rottami di uno dei due aeromobili coinvolti nel disastro di Tenerife

Un'incursione di pista, anche detta invasione di pista, in lingua inglese runway incursion, è un evento nel quale un aeromobile, una persona o un veicolo impegna erroneamente la pista di volo o le vie di rullaggio della pista in uso.
Il fenomeno è considerato uno degli eventi più rischiosi nelle operazioni aeroportuali.

## Definizione
Si definiscono runway incursion tutte quelle situazioni nelle quali dei veicoli, inclusi gli aeromobili, o delle persone, si introducono per errore nella pista di volo attiva (pista in uso) o nelle vie di rullaggio di immissione ad essa, oppure quando la presenza di oggetti, persone, mezzi, rendono necessaria da parte di un aeromobile una manovra per evitare una collisione.

## Cause
Il fenomeno delle incursioni in pista è sempre stata una delle cause di eventi catastrofici ricorrenti e, con l'incremento del traffico aereo, il numero degli eventi è sempre aumentato. Tra i motivi che contribuiscono al verificarsi di un'incursione di pista, oltre alla congestione dei movimenti di aeromobili, veicoli e personale sugli aeroporti, vi è l'attivazione di procedure per aumentare la capacità dei servizi aeroportuali, l'inadeguata configurazione degli aeroporti e delle piste e dei parcheggi, la complessità delle vie di rullaggio o l'inadeguatezza dei segnali per il rullaggio, l'inesattezza o incompletezza delle pubblicazioni del servizio informazioni aeronautiche, o la mancanza di servizi del traffico aereo efficaci.
L'analisi delle incursioni di pista ha permesso di identificare delle cause ricorrenti riconducibili a alcune macro aree: comunicazioni, piloti, controllo del traffico aereo, conducenti di veicoli, configurazione dell'aerodromo.

### Comunicazioni
L'ottimale comunicazione è un fattore importante per scongiurare le incursioni di pista: infatti, tra i fattori che possono contribuire a un'incursione di pista si annoverano:
- uso di fraseologia aeronautica errata o non standard;
- mancata conferma della corretta ricezione delle istruzioni;
- fraintendimento delle istruzioni ricevute;
- erronea esecuzione di istruzioni indirizzate ad altri;
- trasmissioni troncate, troppo lunghe o complesse.

### Piloti
Tra le cause di un'incursione di pista riconducibili al pilota vi sono l'errata esecuzione di istruzioni ricevute, l'errata identificazione della propria posizione sull'aerodromo o l'inavvertita esecuzione di manovre non autorizzate. Nello specifico:
- incapacità di identificare il punto di arresto prima dell'ingresso in pista (c.d. "punto attesa", in inglese holding point), a causa dell'inadeguatezza della segnaletica;
- comunicazioni male interpretate a causa del carico di lavoro elevato per il concomitante svolgimento di procedure di controllo delicate o per rumori nella cabina;
- difficoltà nel seguire percorsi di rullaggio corretti a causa della complessità della configurazione dell'aerodromo o per la necessità di attraversare più piste nel rullaggio;
- informazioni sulla configurazione aeroportuale incomplete, non standard o obsolete;
- ricezione imprevista di istruzioni inaspettate.

### Controllo del traffico aereo
Tra le cause di un'incursione di pista riconducibili ai servizi di controllo del traffico aereo si evidenziano:
- momentanea perdita della consapevolezza della situazione (c.d. situational awareness) che comporta la dimenticanza da parte del controllore della presenza di un aeromobile o di un veicolo in un determinato punto, la chiusura di una pista;
- errato calcolo o la tardiva emissione di una separazione ATC
- inadeguato coordinamento tra i controllori operativi su differenti posizioni;
- azioni intraprese da controllori su posizioni di controllo non competenti (per esempio autorizzazioni emesse dal controllore ground invece che dal controllore di torre);
- errata identificazione di un aeromobile o della sua posizione;
- mancata conferma fornita ai piloti o ai conducenti di veicoli della correttezza delle istruzioni ricevute;
- comunicazioni errate, troppo lunghe o complesse o emanate con fraseologia non standard;
- tempi di reazione elevati a causa di concomitante addestramento sulla posizione operativa interessata.

Altri fattori comuni sono riconducibili a distrazione, carico di lavoro elevato, esperienza o addestramento non adeguati, campo di osservazione dalla posizione operativa non ottimale, ergonomia della strumentazione e della posizione di lavoro inadeguati, passaggio di consegne tra controllori svolto in maniera superficiale.

### Conducenti di veicoli
Tra le cause di un'incursione di pista riconducibili ai conducenti di veicoli vi sono:
- impossibilità di ottenere l'autorizzazione all'ingresso in pista;
- mancato rispetto delle istruzioni ricevute;
- errata comunicazione della propria posizione alla torre di controllo
- comunicazioni errate;
- scarsa familiarità con le procedure aeroportuali o radiofoniche;
- mezzi di comunicazione inadeguati o indisponibili;
- scarsa familiarità con l'aerodromo o con la segnaletica aeroportuale;
- mancanza di mappe aeroportuali di ausilio nei veicoli.

### Configurazione dell'aerodromo
Le criticità di un aerodromo che favoriscono maggiormente le incursioni di pista sono:
- complessità del layout dell'aerodromo;
- inadeguato distanziamento tra piste parallele;
- vie di rullaggio che intersecano le piste di volo ad angolazioni non adeguate;
- mancanza di strade alternative per i veicoli che possano evitare la necessità di fare ingresso nelle piste o vie di rullaggio.

## Gestione del fenomeno

### Prevenzione
Presso ogni aerodromo, all'interno del Safety Management System, dovrebbe essere istituito un apposito gruppo di esperti, il cosiddetto runway safety team, con il compito di analizzare gli eventi di pericolo ai fini preventivi, individuando i fattori di rischio, suggerendo strategie per la rimozione dei pericoli e per la riduzione dei rischi residui. Il gruppo, coordinato dal responsabile dell'aerodromo, dovrebbe essere composto da rappresentanti di tutte le professionalità impegnate nelle operazioni aeroportuali quali piloti, controllori del traffico aereo, rappresentanti delle compagnie aeree e degli operatori aeroportuali. Particolare attenzione deve essere rivolta a quei punti delle aree di manovra di ogni aerodromo sui quali, statisticamente si verifica un maggior numero di eventi (c.d. Hot spots).
Tra le misure più efficaci per prevenire le incursioni di pista, l'ICAO consiglia l'osservazione continua della pista da parte dei controllori del traffico aereo, se possibile mediante l'ausilio di sistemi di sorveglianza.

### Mitigazione dei rischi
Studi europei hanno identificato azioni di mitigazione dei rischi con raccomandazioni rivolte a vari attori: operatori aeroportuali, operatori aerei e fornitori di servizi di navigazione aerea. Tra le raccomandazioni emanate si evidenziano:
- verificare con regolarità che la segnaletica aeroportuale e luminosa sia chiaramente visibile in ogni condizione, che sia adeguata e che non dia adito a fraintendimenti;
- garantire che le informazioni sul lay out aeroportuale siano aggiornate e che quelle relative a temporanee riconfigurazioni, ad esempio per lavori in corso, siano adeguatamente diffuse, assicurando anche la presenza di mappe dettagliate su tutti i veicoli e nelle disponibilità dei piloti a bordo degli aeromobili;
- provvedere affinché tutti i conducenti di mezzi sull'area di manovra aeroportuale e le maestranze addette a lavori su di essa, siano adeguatamente istruiti sulla configurazione aeroportuale, sulla nomenclatura delle piste, dei parcheggi e delle vie di rullaggio, e che siano opportunamente addestrati all'utilizzo della fraseologia standard, nonché dotati di mezzi di comunicazione con i servizi del controllo del traffico aereo efficienti;
- modificare le procedure di accesso nell'area di manovra qualora possano dare adito a confusione;
- introdurre accorgimenti per aumentare la consapevolezza della situazione del personale nel caso in cui un veicolo sia autorizzato all'ingresso in pista, rimuovendo ostacoli al controllo visivo dell'area da parte del personale della torre di controllo;
- in fase di progettazione degli aerodromi, valutare attentamente il lay out per evitare la presenza di punti di rischio (ad esempio piste parallele troppo vicine, la necessità di attraversamenti di pista multipli durante i rullaggi, ecc.);
- assicurare l'utilizzo della fraseologia standard, evitando l'utilizzo di indicativi di chiamata simili o fraintendibili, imponendo a tutti gli operatori l'obbligo di ripetere via radio, per conferma, le istruzioni ricevute;
- introdurre procedure per i piloti che, durante il rullaggio, diminuiscano la possibilità di errori o fraintendimenti nell'accesso in pista per il decollo o nell'atterraggio;
- revisionare le procedure locali del controllo del traffico aereo e di coordinamento, valutando anche l'introduzione di ausili tecnologici per prevenire il fenomeno delle incursioni di pista.

## Incidenti principali
| Evento                        | Anno | Luogo                                              | Descrizione |
| ----------------------------- | ---- | -------------------------------------------------- | --- |
| Disastro aereo di Chicago     | 1972 | Aeroporto Internazionale di Chicago-O'Hare         | Il volo Delta Air Lines 954, un Convair 880, entrò in una pista attiva durante il rullaggio a causa di problemi e carenze di comunicazioni tra i piloti e i controllori di volo. Si scontrò con il volo North Central Airlines 575, un Douglas DC-9 in decollo su quella stessa pista, che non sapeva della presenza dell'altro aereo. Morirono 10 persone, tutte sul DC-9. |
| Disastro aereo di Tenerife    | 1977 | Aeroporto di Tenerife-Nord                         | Due Boeing 747 carichi di passeggeri si scontrarono sulla pista dell'aeroporto; entrambi i velivoli presero fuoco e andarono completamente distrutti. Il volo KLM, che aveva iniziato il decollo contrariamente a quanto istruito dall'ATC, collise con il volo Pan Am, in fase di rullaggio. Costituisce il più grave incidente nella storia dell'aviazione: vi persero infatti la vita tutti i 248 passeggeri a bordo del volo KLM 4805 e buona parte di quelli imbarcati sul volo Pan Am 1736 (335 deceduti e 61 superstiti). In totale ci furono 583 vittime.                              |
| Volo Aeroflot 3352            | 1984 | Aeroporto di Omsk                                  | Un Tupolev Tu-154 collise in fase di atterraggio a Omsk contro alcuni veicoli di manutenzione sulla pista, provocando la morte di 174 persone a bordo e 4 a terra. Una catena di errori nelle operazioni aeroportuali contribuì all'incidente, ma la causa principale fu attribuita essere un addetto al controllo del traffico aereo addormentato in servizio. |
| Disastro aereo di Detroit     | 1990 | Aeroporto Metropolitano di Detroit-Contea di Wayne | Il disastro aereo di Detroit riguardò la collisione di due velivoli della Northwest Airlines. Questa si verificò quando il volo 1482, un Douglas DC-9-14, rullò per errore su una pista attiva nella fitta nebbia e venne colpito da un Boeing 727 in partenza, operante il volo 299. Un membro dell'equipaggio e sette passeggeri del DC-9 persero la vita nell'incidente. |
| Disastro aereo di Los Angeles | 1991 | Aeroporto Internazionale di Los Angeles            | Il volo USAir 1493, un Boeing 737-300, collise con il volo SkyWest 5569 subito dopo l'atterraggio all'aeroporto di Los Angeles, dove avrebbe dovuto effettuare uno scalo. A causare l'incidente fu una distrazione del controllore di volo locale che autorizzò al decollo il Metroliner della SkyWest sulla stessa pista sulla quale stava atterrando il Boeing 737 della USAir. 22 persone a bordo del 737 e tutte le 12 a bordo del Metroliner persero la vita nell'incidente. |
| Volo TWA 427                  | 1994 | Aeroporto Internazionale di Saint Louis-Lambert    | Il volo TWA 427 era operato con un McDonnell Douglas MD-82 in decollo verso Denver. Durante la corsa, l'aereo di linea colpì un Cessna 441 Conquest II, uccidendo entrambi i suoi occupanti. Secondo un portavoce dell'NTSB, i piloti del volo 427 evitarono un grave disastro portando l'aereo a sinistra prima dell'impatto. |
| Volo United Express 5925      | 1996 | Aeroporto municipale di Quincy                     | L'aereo entrò in collisione durante l'atterraggio a Quincy con un altro Beechcraft, un King Air privato, che stava decollando da una pista che si intersecava. 14 persone, 12 a bordo del 1900 e 2 a bordo del King Air, rimasero uccise. |
| Disastro aereo di Linate      | 2001 | Aeroporto di Milano-Linate                         | Un Cessna Citation CJ2 entrò in una pista attiva a causa di errori dei piloti, dei controllori di volo e carenze del sistema aeroportuale. L'aereo collise con un McDonnell Douglas MD-87 della Scandinavian Airlines in corsa di decollo. Le vittime furono 118. |
| Volo Cargolux 7933            | 2010 | Aeroporto del Lussemburgo                          | Un Boeing 747-4R7F venne in contatto durante l'atterraggio un veicolo per la manutenzione delle luci presente sulla pista. Nessuno perse la vita; l'addetto alla manutenzione, che al momento della collisione si trovava vicino al van, rimase scioccato e venne trattato in ospedale. L'indagine rivelò che le cause dell'incidente furono degli errori del controllo del traffico aereo (ATC). Il furgone era stato incaricato di lasciare la pista, ma l'ATC non aveva verificato che l'istruzione fosse stata ricevuta ed eseguita prima di dare il permesso all'aeromobile di atterrare. |